# Région des Savanes (Ghana)
Pour les articles homonymes, voir Région des Savanes.
La région des Savanes ou Savannah Region en anglais est l'une des régions les plus récentes du Ghana et pourtant la plus grande région du pays. La création de la région fait suite à la présentation d'une pétition par le Conseil traditionnel de Gonja, dirigé par le Yagbonwura Tumtumba Boresa Jakpa I. Après avoir reçu des réponses favorables de toutes les parties prenantes de la région du Nord (la région dont elle a été détachée), de la Commission Brobbey (la Commission chargée de la création des nouvelles régions), un référendum a été organisé le 27 décembre 2018. Le résultat a été un oui retentissant de 99,7 %. Le président de la république du Ghana a signé et présenté l'instrument constitutionnel au Yagbonwura à la Jubilee House, à Accra, le 12 février 2019. Les fils et les filles du Gonjaland, y compris tous les députés actuels et passés, les MDCE et toutes les personnes nommées ayant une ascendance Gonjaland, ont assisté au lancement de l'instrument. Damongo a été déclarée capitale de la nouvelle région des Savanes[, située dans le nord du pays. La région des Savanes est divisée en 7 districts: Bole, Central Gonja, North Gonja, East Gonja, Sawla/Tuna/Kalba, West Gonja, North East Gonja et 7 circonscriptions : Bole/Bamboi, Damongo, Daboya/Mankarigu, Salaga North, Salaga South, Sawla/Tuna/Kalba et Yapei/Kusawgu. La capitale du district de Bole est Bole ; la municipalité de Gonja Est est Salaga ; le district de Gonja Ouest est Damango ; le district de Sawla Tuna Kalba est Salwa ; Gonja Centre est Buipe ; Gonja Nord est Daboya ; et Gonja Nord Est est Kpalbe,,,,,.

## Histoire
Un référendum organisé le 27 décembre 2018 a approuvé la création de la région des Savanes, avec 206 350 voix (99,52 %) pour un taux de participation de 81,77 % instituant la région signée et présentée le 12 février 2019,,.

## Géographie et climat

### Situation et superficie
La région des Savanes est bordée au nord par la région de l'Upper West, à l'ouest par la frontière internationale entre le Ghana et la Côte d'Ivoire, au sud par les régions du Bono et du Bono East et à l'ouest par les régions du North East et du Northern. La région des Savanes est composée de 7 districts,.

### Climat et végétation
La région des Savanes est beaucoup plus sèche que les régions du sud du Ghana, en raison de sa proximité avec le Sahel et le Sahara. La végétation se compose principalement de prairies, en particulier de savane avec des groupes d'arbres résistants à la sécheresse tels que les baobabs ou les acacias. La saison sèche s'étend de décembre à avril. La saison humide s'étend de juillet à novembre environ, avec des précipitations annuelles moyennes de 750 à 1 050 mm (30 à 40 pouces). Les températures les plus élevées sont atteintes à la fin de la saison sèche, les plus basses en décembre et janvier. Cependant, le vent chaud de l'Harmattan en provenance du Sahara souffle fréquemment entre décembre et début février. Les températures peuvent varier entre 14 °C la nuit et 40 °C le jour,,.

## Tourisme et parcs

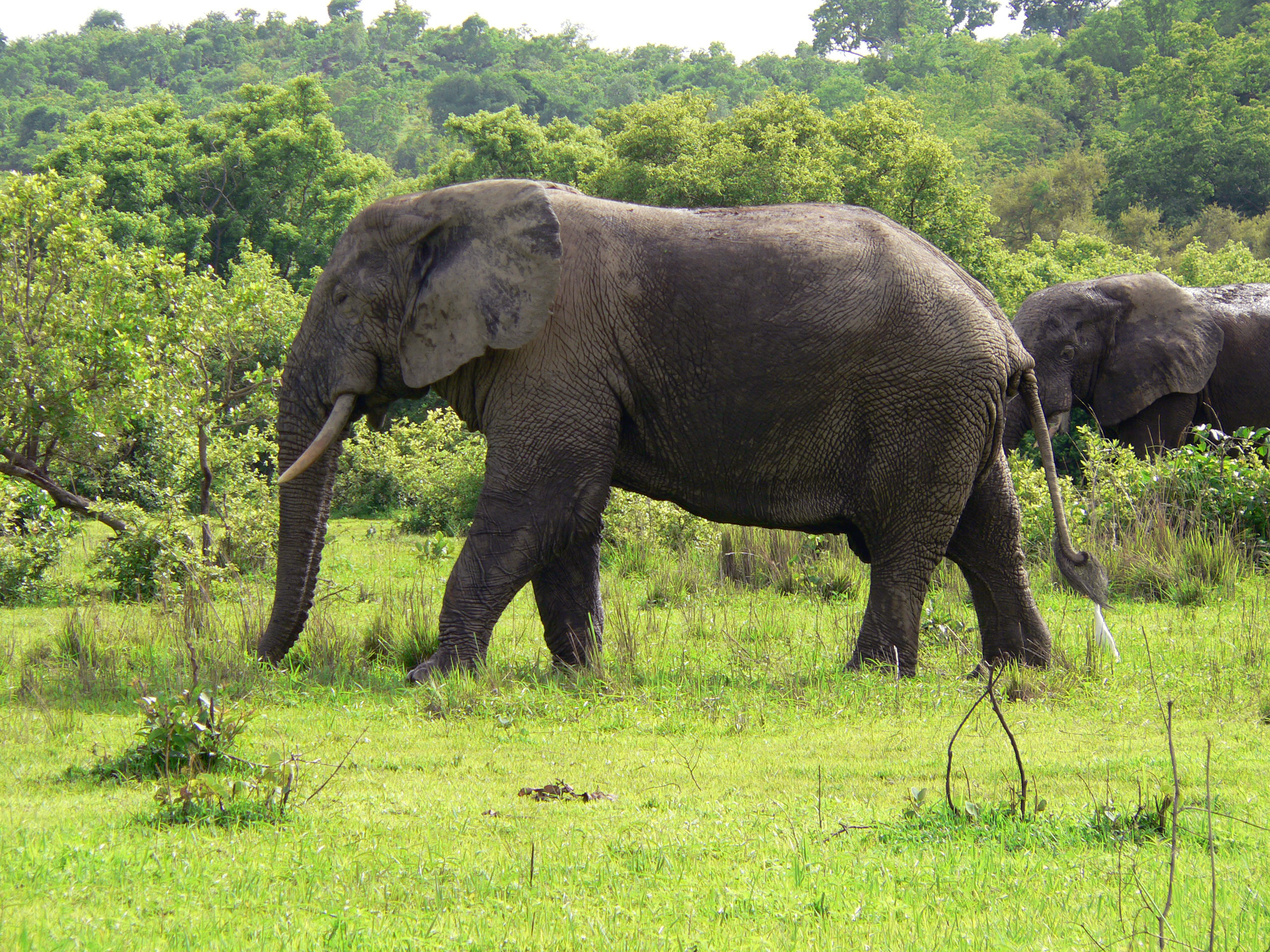
Eléphant dans le Parc National Mole

On retrouve dans la région des Savanes,,:
- le parc national Mole ;
- le parc national de Bui (aujourd'hui disparu en raison du barrage national de Bui) ;

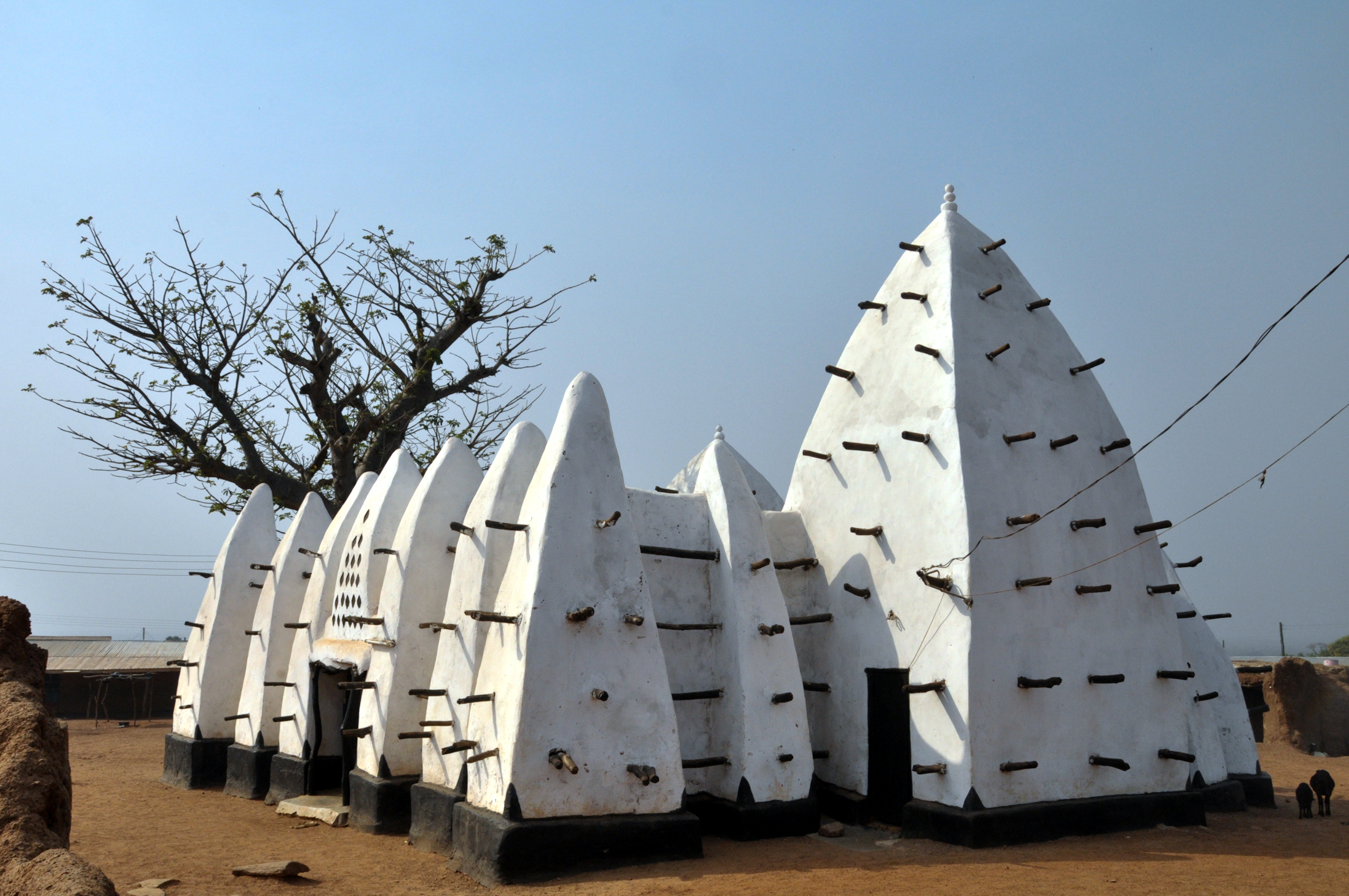
La Mosquée de Larabanga au Ghana

- la mosquée de Larabanga ;
- le sanctuaire d'hippopotames de Wechiau.

## Démographie
La région des Savanes a une faible densité de population. Outre l'anglais, langue officielle, la plupart des habitants parlent une langue de la sous-famille Oti-Volta de la famille des langues Niger-Congo, comme le Gonja, le Vagla, le Dagbani, le Mamprusi ou le Tamprusi.

## Religion
La majorité des habitants de la région des Savanes s'identifient comme musulmans.

## Établissements d'enseignement
- Lycée de Bole
- Lycée de Buipe
- Lycée Damongo
- Lycée de Salaga
- Lycée Sawla
- Lycée Daboya Community Day

## Divisions administratives
L'administration politique de la région est assurée par le système de gouvernement local. Dans le cadre de ce système d'administration, la région est divisée en sept MMDA (composées de 0 assemblée métropolitaine, 2 assemblées municipales et 5 assemblées ordinaires). Chaque district, assemblée municipale ou métropolitaine est administré par un chef de l'exécutif, représentant le gouvernement central, mais dont l'autorité est exercée par une assemblée dirigée par un président élu parmi les membres eux-mêmes. La liste actuelle est la suivante :

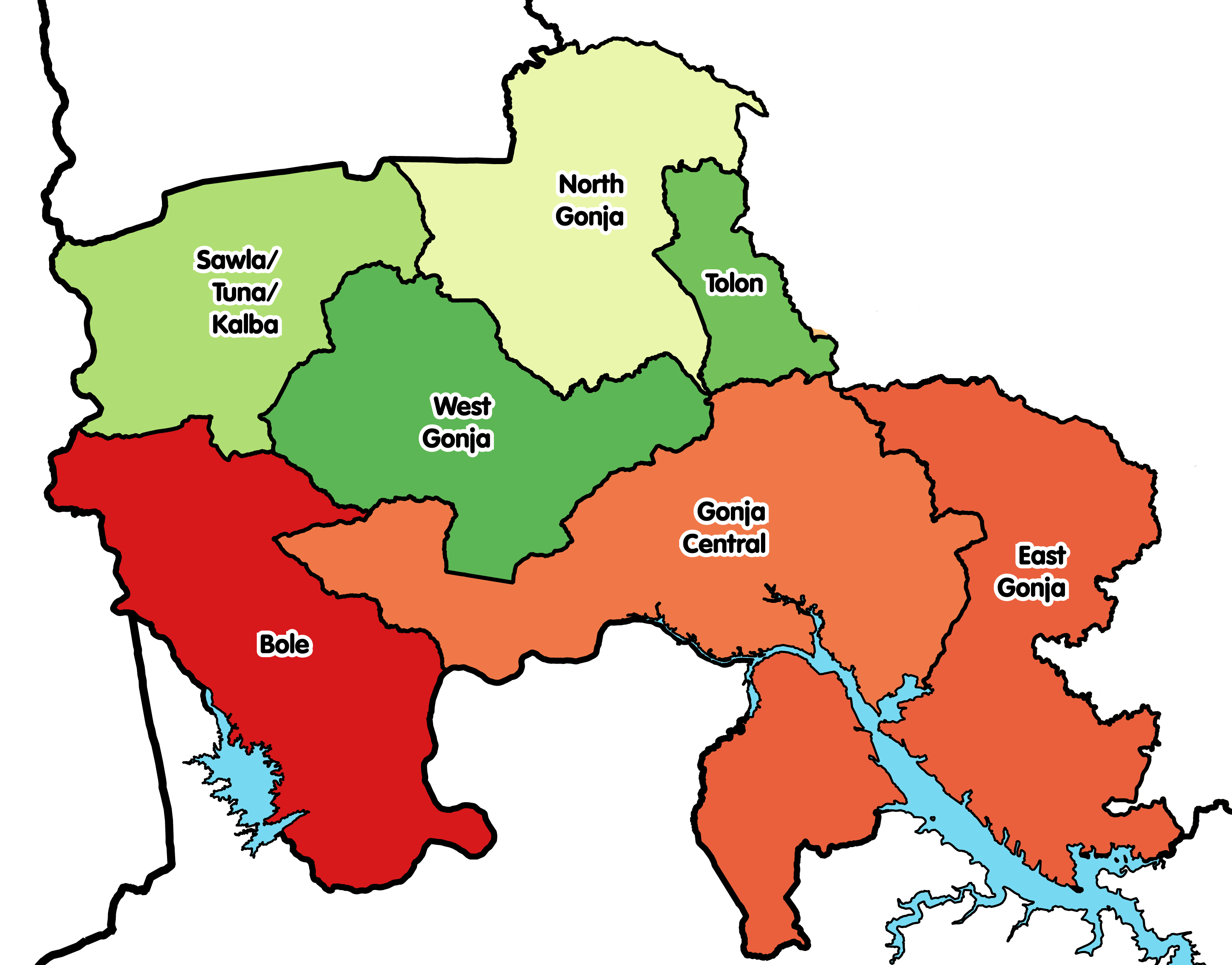
Les districts de la région des Savannes

| # | Nom                               | Capitale | Type         |
| - | --------------------------------- | -------- | ------------ |
| 1 | District de Bole                  | Bole     | Ordinaire    |
| 2 | District de Gonja Centre          | Buipe    | Ordinaire    |
| 3 | District Gonja Nord               | Daboya   | Ordinaire    |
| 4 | District municipal de Gonja Est   | Salaga   | Municipalité |
| 5 | District de Gonja Nord-Est        | Kpalbe   | Ordinaire    |
| 6 | District de Sawla-Tuna-Kalba      | Sawla    | Ordinaire    |
| 7 | District municipal de Gonja Ouest | Damongo  | Municipalité |

## Citoyens célèbres
Parmi les personnalités célèbres liées à la région, il y a : 
John Mahama.